# America's Got Talent
America's Got Talent (também conhecido como AGT) é uma série de televisão americano exibida pela NBC, e parte da série global Britain's Got Talent, criado por Simon Cowell. É um show de talentos que apresenta cantores, dançarinos, mágicos, humoristas e outros artistas de todas as idades concorrendo para o prêmio de US$ 1 milhão. O espetáculo estreou em junho de 2006 para a Temporada de Verão. Começando na terceira temporada, o prêmio máximo incluía US$ 1 milhão e um show como destaque na Las Vegas Strip.
Entre suas características significativas o que deu uma oportunidade aos amadores talentosos ou artistas desconhecidos, foi os resultados decididos por voto do público. O formato é popular e tem sido retrabalhado para a televisão nos Estados Unidos e no Reino Unido.
A encarnação atual foi criada por Simon Cowell, e foi originalmente prevista para 2005 uma série britânica chamada Paul O'Grady Got Talent, mas foi adiada devido à separação amarga de O'Grady com a emissora ITV. Como tal, a versão americana se tornou a primeira série completa da franquia Got Talent. Apesar de estar fortemente envolvido na produção do show, Cowell não apareceia como um juiz devido às condições de seu contrato com a Fox Network. Isso mudou na décima primeira temporada, que estreou no dia 31 de maio de 2016.

## Jurados e Apresentadores
| Ano             | Apresentador   | Temporada     |
| --------------- | -------------- | ------------- |
| 2006            | Regis Philbin  | 1             |
| 2007 – 2008     | Jerry Springer | 2 – 3         |
| 2009 – 2016     | Nick Cannon    | 4 – 11        |
| 2017 – 2018     | Tyra Banks     | 12 – 13       |
| 2019 – presente | Terry Crews    | 14 – presente |

| Ano             | Jurado           | Temporada     |
| --------------- | ---------------- | ------------- |
| 2006            | Brandy Norwood   | 1             |
| 2006 – 2009     | David Hasselhoff | 1 – 4         |
| 2006 – 2011     | Piers Morgan     | 1 – 6         |
| 2007 – 2012     | Sharon Osbourne  | 2 – 7         |
| 2010 – presente | Howie Mandel     | 5 – presente  |
| 2012 – 2015     | Howard Stern     | 7 – 10        |
| 2013 – presente | Heidi Klum       | 8 – presente  |
| 2013 – 2017     | Mel B            | 8 – 13        |
| 2016 – presente | Simon Cowell     | 11 – presente |
| 2018            | Gabrielle Union  | 14            |
| 2018            | Julianne Hough   | 14            |
| 2020            | Sofia Vergara    | 15            |

## Resumo das temporadas

### Primeira Temporada (2006)
Em junho de 2006, a NBC anunciou o novo show. A turnê audição iniciou-se  em Junho. Audições foram realizadas nos seguintes locais: Los Angeles, Califórnia, New York City, New York, Chicago, Illinois, e Atlanta, na Geórgia. Alguns anúncios mais cedo para o show implícito que o ato ganhar também manchete um show em um cassino, possivelmente, em Las Vegas, no entanto, este foi substituído com $ 1.000.000 devido a preocupações de menores jogando em Las Vegas (uma menor acabou se tornando campeã). Mais de 12 milhões de telespectadores assistiram a estréia da temporada (o que é mais do que American Idol obteve durante a sua premier de volta em 2002). A transmissão de duas horas obteve a marca de programa mais assistido da noite na televisão dos EUA e a maior audiência entre os telespectadores de 18 a 49 (a audiência do horário nobre é que mais importa para os anunciantes), Nielsen Media Research informou.
Na primeira temporada, o show foi apresentado por Regis Philbin e julgado pelo ator David Hasselhoff, pela cantora Brandy Norwood e o jornalista Piers Morgan. A vencedora da temporada foi a cantora de 11 anos Bianca Ryan, e grupos finalistas foram o grupo All That, e o grupo musical The Millers.

### Segunda Temporada (2007)
Depois de inicialmente anunciando em maio de 2006 que a segunda temporada de Got Talent América iria estrear em janeiro de 2007 às 08:00 nas noites de domingo, a rede mudou de ideia e empurrou o show de volta para o verão, onde a primeira temporada teve grande sucesso. Este movimento manteve o show concorrendo diretamente com o American Idol, que tem uma premissa semelhante e é mais popular. No lugar AGT, outro show de talentos baseado na realidade, Grease:. You’re The One That I Want, começou a ser exibido nas noites de domingo, no mesmo horário, na NBC no início em Janeiro. Em março de 2007, a NBC anunciou que Philbin não iria voltar como apresentador do programa, e que Jerry Springeriria iria sucedê-lo como apresentador, com Sharon Osbourne sucedendo Brandy como um juiz. Isso significa que o show, ironicamente, tinha dois juízes britânicos e um norte-americano.
A segunda temporada não teve resultados mostram, substituído por resultados na noite de mostrar desempenho, em vez e, além disso, cada transmissão terça-feira foi repetido (junto com um episódio de The Singing Bee que foi seguido de edições de 90 minutos de AGT) pela NBC no sábado seguinte.
O final da temporada foi exibido terça-feira, 21 de agosto de 2007, com Terry Fator, um Ventríloquista, sendo nomeado o vencedor, e o cantor Cas Haley como vice-campeão.

### Terceira Temporada (2008)
A NBC anunciou em agosto de 2007 que a rede tinha renovado o show para uma terceira temporada. As audições ocorreram em Charlotte, Nashville, Orlando, Nova York, Dallas, Los Angeles, Atlanta e Chicago, de janeiro a abril. Sharon Osbourne, Piers Morgan e David Hasselhoff retornaram como juízes. Jerry Springer também retornou como apresentador. O espetáculo estreou em 17 de junho de 2008.
A terceira temporada do show  foi diferente das duas anteriores em muitos aspectos. Audições foram realizadas em teatros famosos em todo o país, e um logo novo foi lançado, com a bandeira americana como pano de fundo. O X’s correspondiam aos juízes. Como a temporada anterior, a repescagem de Las Vegas continuou, mas havia quarenta atos selecionados para competir, em vez de vinte. Esta temporada também continha vários “episódios resultados”, mas não numa base regular.
O show teve um intervalo de duas semanas e meia para os Jogos Olímpicos de 2008, mas retornou com as rodadas ao vivo em 26 de agosto de 2008.
O cantor de ópera Neal E. Boyd foi nomeado o vencedor em 1 de outubro de 2008.

## Vencedores
| Temporada | Vencedor                         | Vice-Campeão                         |
| --------- | -------------------------------- | ------------------------------------ |
| 1ª        | Bianca Ryan (cantora)            | All That/The Millers                 |
| 2ª        | Terry Fator (ventríloquista)     | Cas Haley                            |
| 3ª        | Neal E. Boyd (cantor de opera)   | Eli Mattson                          |
| 4ª        | Kevin Skinner (cantor country)   | Bárbara Padilla                      |
| 5ª        | Michael Grimm (cantor)           | Jackie Evancho                       |
| 6º        | Landau Eugene Murphy Jr (cantor) | Silhouettes                          |
| 7º        | Olate Dogs                       | Tom Cotter                           |
| 8º        | Kenichi Ebina                    | Taylor Williamson                    |
| 9º        | Mat Franco (mágico)              | Emily West                           |
| 10º       | Paul Zerdin (ventriloquista)     | Drew Lynch                           |
| 11ª       | Grace VanderWaal (cantora)       | Os Clairvoyants (mágicos)            |
| 12ª       | Darci Lynne (ventriloquista)     | Angelica Hale (cantora)              |
| 13ª       | Shin Lim (mágico)                | Zurcaroh (grupo de acrobacias)       |
| 14ª       | Kodi Lee (cantor e pianista)     | Detroit Youth Choir (grupo de coral) |